# Seán Savage
Seán Savage (iriska: Seán Sabhaois), född 26 januari 1965 i Belfast, Nordirland, död 6 mars 1988 i Gibraltar, var medlem av Provisoriska IRA. Han blev dödad tillsammans med Mairéad Farrell och Daniel McCann på Gibraltar den 6 mars 1988 av Brittiska SAS under Operation Flavius.